# Dysaphis plantaginis
Dysaphis plantaginis är en insektsart. Dysaphis plantaginis ingår i släktet Dysaphis och familjen långrörsbladlöss. Inga underarter finns listade i Catalogue of Life.